# Дача Лямина
Дача Лямина — здание-достопримечательность в Москве, памятник истории и культуры регионального значения. Охраняется как объект культурного наследия. Расположено в районе Сокольники Восточного административного округа по адресу 6-й Лучевой просек, дом 21.

## История

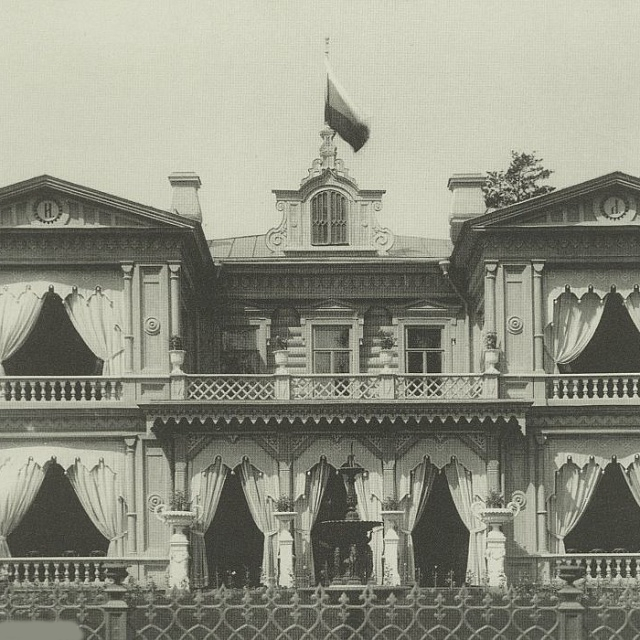
Дача Лямина в Сокольниках, 1890—1910

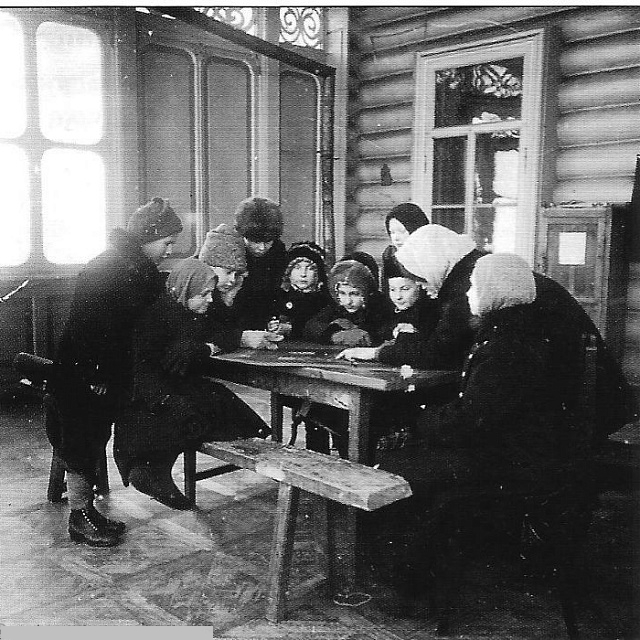
Лесная школа, 1920 год

Первый хозяин территории — Иван Артемьевич Лямин, статский советник, московский городской голова, член и председателем Комиссии по благоустройству Сокольников. Он купил землю в Сокольничьей роще для постройки здесь летней дачи. На участке сооружён главный деревянный двухэтажный дом, построенный в 1856 году, с террасой, деревянный одноэтажный флигель, зимний сад с водонапорной башней, оранжереи, курган, искусственный грот, сторожка и бассейн. Семён Иванович, старший сын Лямина, продолжил дело отца и благоустраивал дачу. После 1917 года семья Ляминых уехала из страны во Францию.
1 мая 1918 года здесь открыта первая советская опытно-показательная лесная школа по инициативе, в том числе, руководителя Отдела охраны здоровья детей при Наркомпросе В. М. Бонч-Бруевич. Школа подчинялась непосредственно Наркомату здравоохранения РСФСР (НКЗ) и пользовалась особым вниманием властей. В школе неоднократно бывал председатель Совнаркома РСФСР Владимир Ульянов-Ленин: впервые он приехал в Сокольники в конце декабря 1918 года, когда выбирал место отдыха для своей жены (в результате в январе-феврале 1919 года Надежда Крупская жила в одной из комнат второго этажа). 6 января 1919 года Ленин вместе со своей сестрой Марией приезжал сюда на школьную ёлку.
Первой заведующей школой была Фаина Халевская. Педагогический персонал состоял из четырёх педагогов (учитель литературы — Пётр Михайлович Казьмин) и одного воспитателя. Первый набор учащихся, среди которых были дети как рабочих, так и большевистских функционеров, состоял из 75 детей. Отбор в школу вёлся школьными медицинскими комиссиями. Данные для приёма были: длительное малокровие, хронический упадок питания, туберкулезная интоксикация без местных проявлений процесса. Срок пребывания в школе составлял три месяца, затем он был увеличен до шести.
В условиях дефицита и дороговизны продуктов особое внимание уделялось сытному и полноценному питанию: на содержание и лечение детей выделялись значительные финансовые средства. Согласно свидетельству литературоведа Евгении Таратуты, жившей и учившейся в школе в 1921—1922 годах, молоко и овощи поставлялись из Черкизова, с фермы «Бодрое детство», которой заведовал её отец; одеждой, рыбьим жиром и белым хлебом снабжала «Американская администрация помощи» через одного из своих организаторов, большевика Александра Краснощекова, дети которого также учились здесь.
В 1921—1922 годах в школе жило сто детей от восьми до тринадцати лет, разделённые на несколько групп по возрасту. Всего за первые четыре года функционирования школа приняла 486 учеников. К концу 1922 года по образцу первой опытно-показательной лесной школы в Москве открылось ещё 26 лесных и санаторных школ, в которых обучались и лечились 1116 детей, позднее этот опыт был перенят и в других городах.
В 1950-х годах на бывшей даче Лямина был организован детский санаторий № 36, который действовал до 1965 года. Затем территорию занимали ясли завода «Красный богатырь». В 1967 году решением Мосгорисполкома основное здание дачи было принято под государственную охрану, однако никаких практических шагов по спасению памятника архитектуры не последовало.
В 1972 году земля перешла к Центральной библиотеке им. Н. А. Некрасова для размещения отдела литературы на языках народов СССР. Проведена реставрация.
В 1990-е годы здесь помещена негосударственная школа «Мыслитель». В 2001 году здание отремонтировано. С 2005 года школа занимает весь участок. В главном здании находится мемориальная комната первых владельцев — Ляминых. По состоянию на 2024 год здание занимают средние и старшие классы частной школы — Академической гимназии.